# Aders dykare
Aders dykare (Cephalophus adersi) är en liten skogslevande dykarantilop som lever i Zanzibar och Kenya.

## Utseende
Aders dykare har en mankhöjd på ungefär 30 centimeter, en kroppslängd (huvud och bål) av 66 till 72 centimeter samt en svanslängd av 9 till 12 centimeter. Vikten skiljer sig något åt mellan individer som lever i olika områden. Dykare som lever i centrala delar av Zanzibar väger runt 12 kilogram, medan de som lever mer söderut har en vikt på ungefär 7,5 kilogram. Djuren har en rödbrun päls, gråaktig nacke och ljus undersida och bakdel. Kännetecknande är breda vitaktiga band över låren samt ljusa fläckar på underarmarna samt underbenen. De har också små horn som kan bli mellan 3 och 6 centimeter långa. Vid svansens slut finns en tofs.

## Ekologi
Aders dykare är ett dagdjur som är aktivt på morgonen och på kvällen. Mitt på dagen brukar den vila en stund. Dieten består av frukt, blommor, frön, knopp och löv som har fallit ner från trädtopparna. Den lever ensam eller i par och varje par har ett litet revir. Territoriet markeras med sekret från körtlarna som ligger nära ögonen samt med avföring. Arten kan uthärda längre tider utan vatten. Aders dykare följer gärna efter grupper av primater som klättrar i trädens kronor och som tappar några matrester.
Honor kan vara brunstiga under olika årstider. Per kull föds en unge som uppfostras gömd i den täta växtligheten.

## Status
Under tidiga 2000-talet uppskattades beståndet av Aders dykare med ungefär 1 400 individer och arten listades som akut hotad av IUCN. De främsta hoten mot arten är jakt, vildhundar och skogsavverkning. Den är ett mycket eftertraktat byte för jägare för att den har mjukt skinn och ett gott kött.
Efter inrättning av flera skyddszoner och på grund av avelsprogram ökade populationen fram till 2017 till cirka 20 000 exemplar, varar ungefär 14 000 är vuxna individer. Artens hotstatus ändrades därför till sårbar (VU).